# 린 로우리

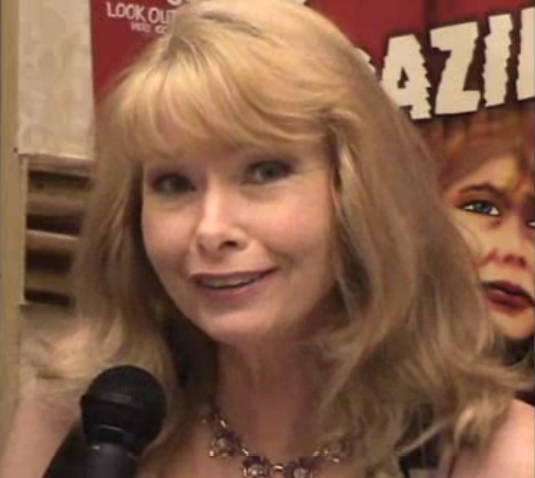

린 라우리(Lynn Lowry, 영어 발음: /ˈlaʊrɪ/, 1947년 10월 15일 ~ )는 미국의 영화 제작자, 배우, 가수, 모델, 각본가이다.

## 영화
- 스카이 샤크 (2018년)
- 디치 (2016년)
- 모델 헝거 (2015년)
- 더 디바인 트레저디스 (2015년)
- 어 그림 비커밍 (2014년) - 어머니 역
- 마이 스텝브라더스 이즈 어 뱀파이어!?! (2013년)
- 옴비스: 에이리언 인베이전 (2013년) - 뉴스 앵커 린 스테이거트 역
- 토처 챔버 (2013년) - 리사 마리노 역
- 고스트 오브 컨저링 (2012년)
- 크레이지 (2010년)
- 베이스먼트 잭 (2009년)
- 증거 (1995년)
- 자경단 (1991년)
- 캣 피플 (1982년)
- 낫츠 랜딩 (1979년)
- 파이팅 매드 (1976년)
- 파편들 (1975년)
- 스코어 (1974년) - 베시 역
- 분노의 대결투 (1973년)
- 더 배틀 오브 러브스 리턴 (1971년)